# خانه احمد رحمتی خواه
خانه آقای احمد رحمتی خواه در شهرستان فومن، شهرک ماسوله واقع شده و این اثر در تاریخ ۲۵ اسفند ۱۳۸۰ با شمارهٔ ثبت ۵۳۴۳ به‌عنوان یکی از آثار ملی ایران به ثبت رسیده است.